# 中点纪念桥
中点纪念桥（英語：Midpoint Memorial Bridge，或称为中点大桥）是一座位于美国佛罗里达州西南部的桥梁，跨越克盧薩哈奇河，连接了东岸的麥爾茲堡和西岸的開普科勒爾，双向四车道，1997年通车。命名为中点大桥是因为此桥在上游克卢萨哈奇大桥和下游开普科勒尔大桥的中点上。

## 图集

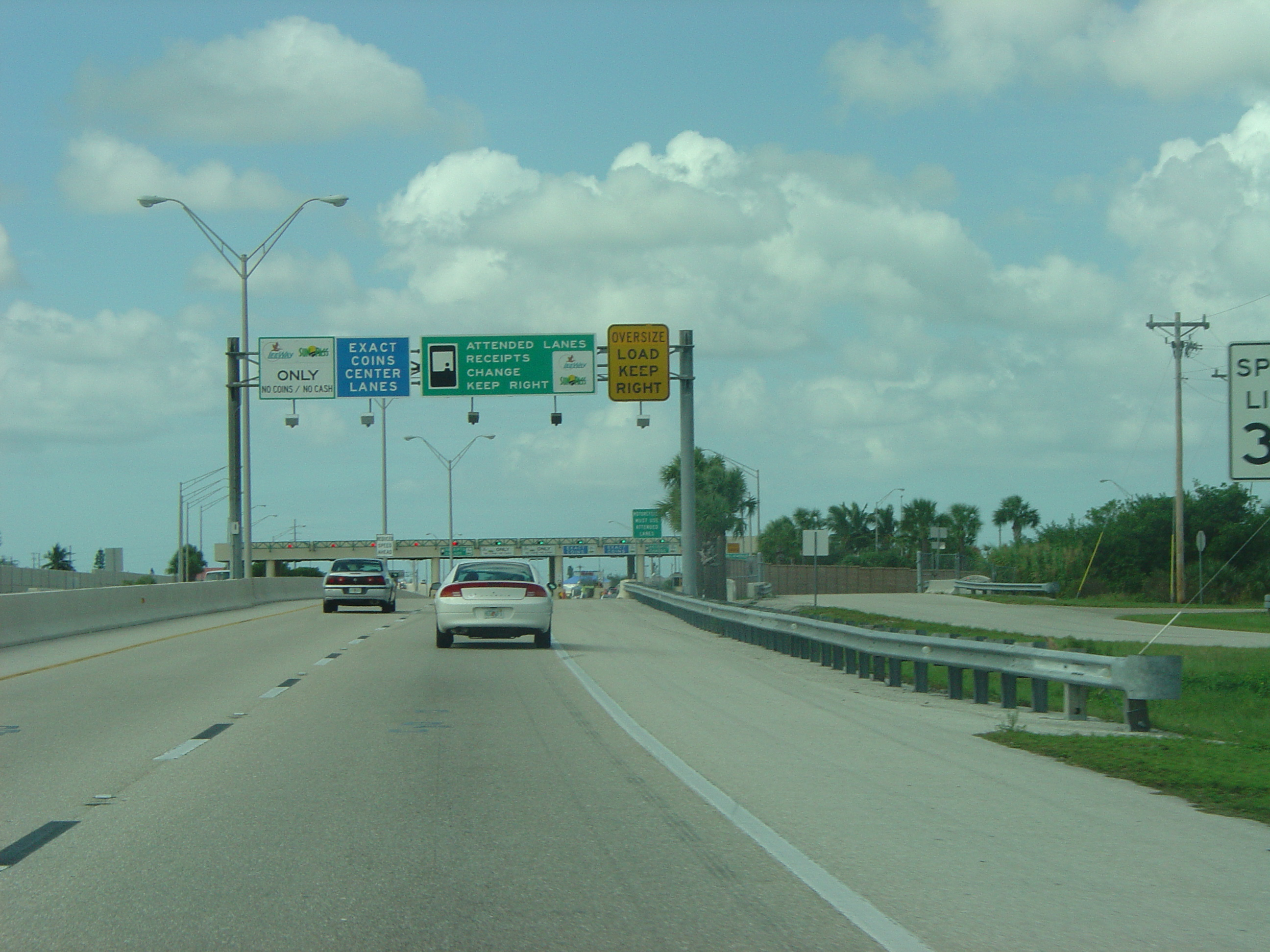
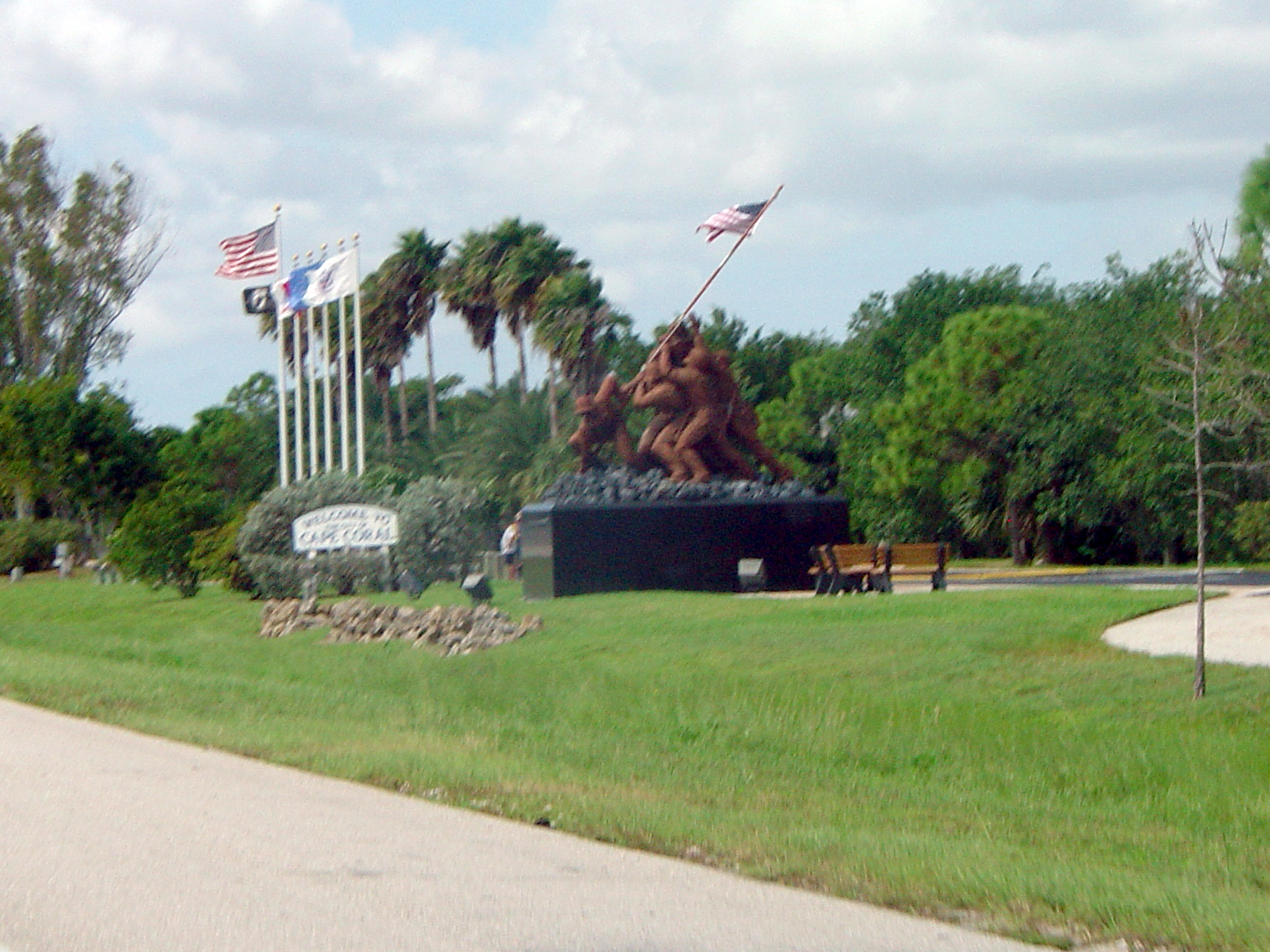
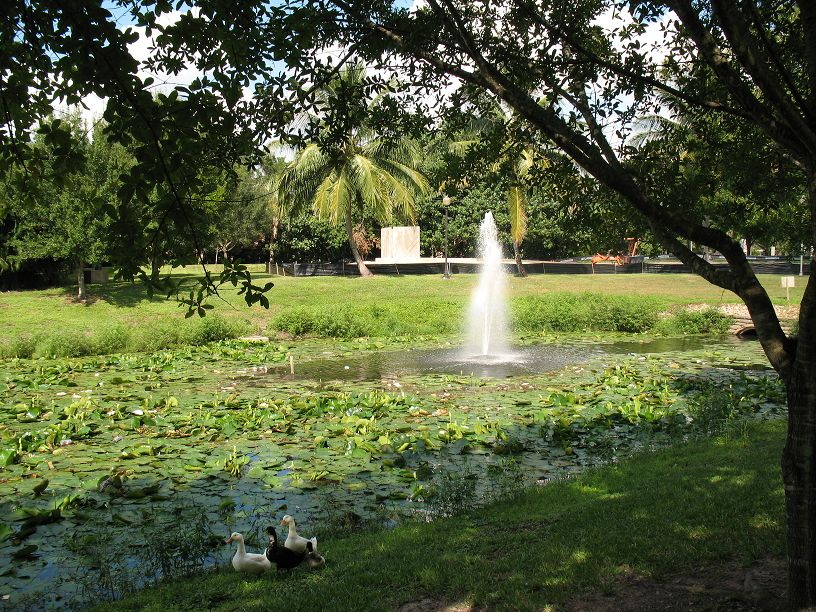
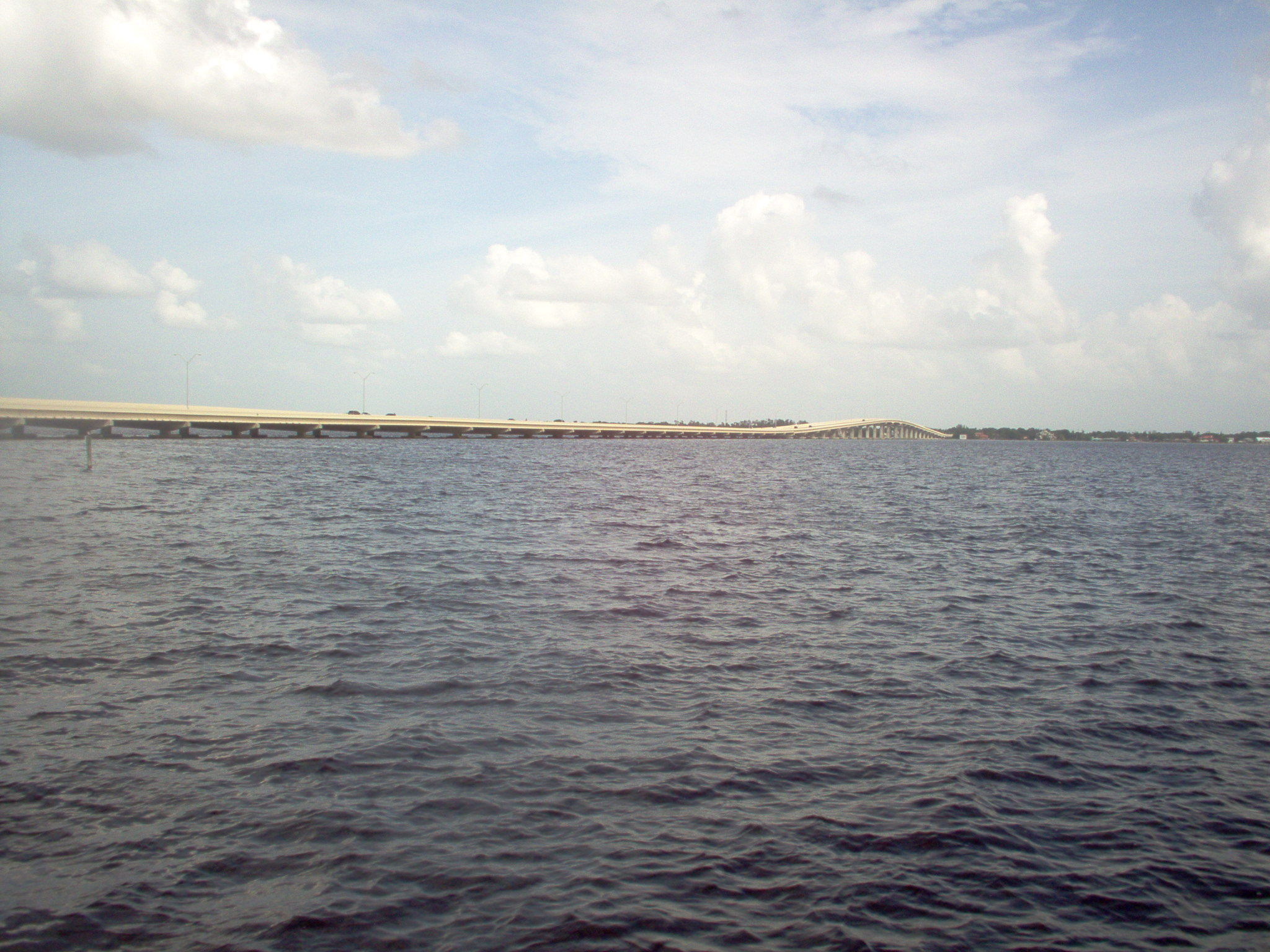